# Tropinota squalida
Tropinota squalida (Scopoli, 1763) è un coleottero appartenente alla famiglia degli Scarabeidi (sottofamiglia Cetoniinae).

## Descrizione

### Adulto
T. squalida è un coleottero di piccole dimensioni che oscillano tra gli 8 e i 14 mm. Presenta un corpo tozzo di colore nero, ricoperto interamente da una peluria piuttosto folta (più accentuata, rispetto a Tropinota hirta) che nella parte superiore del corpo è, solitamente, giallastra, mentre in quella inferiore è bianca.

### Larva
Le larve si presentano come dei piccoli vermi bianchi dalla forma a "C". Presentano le tre paia di zampe e il capo sclerificati.

## Biologia

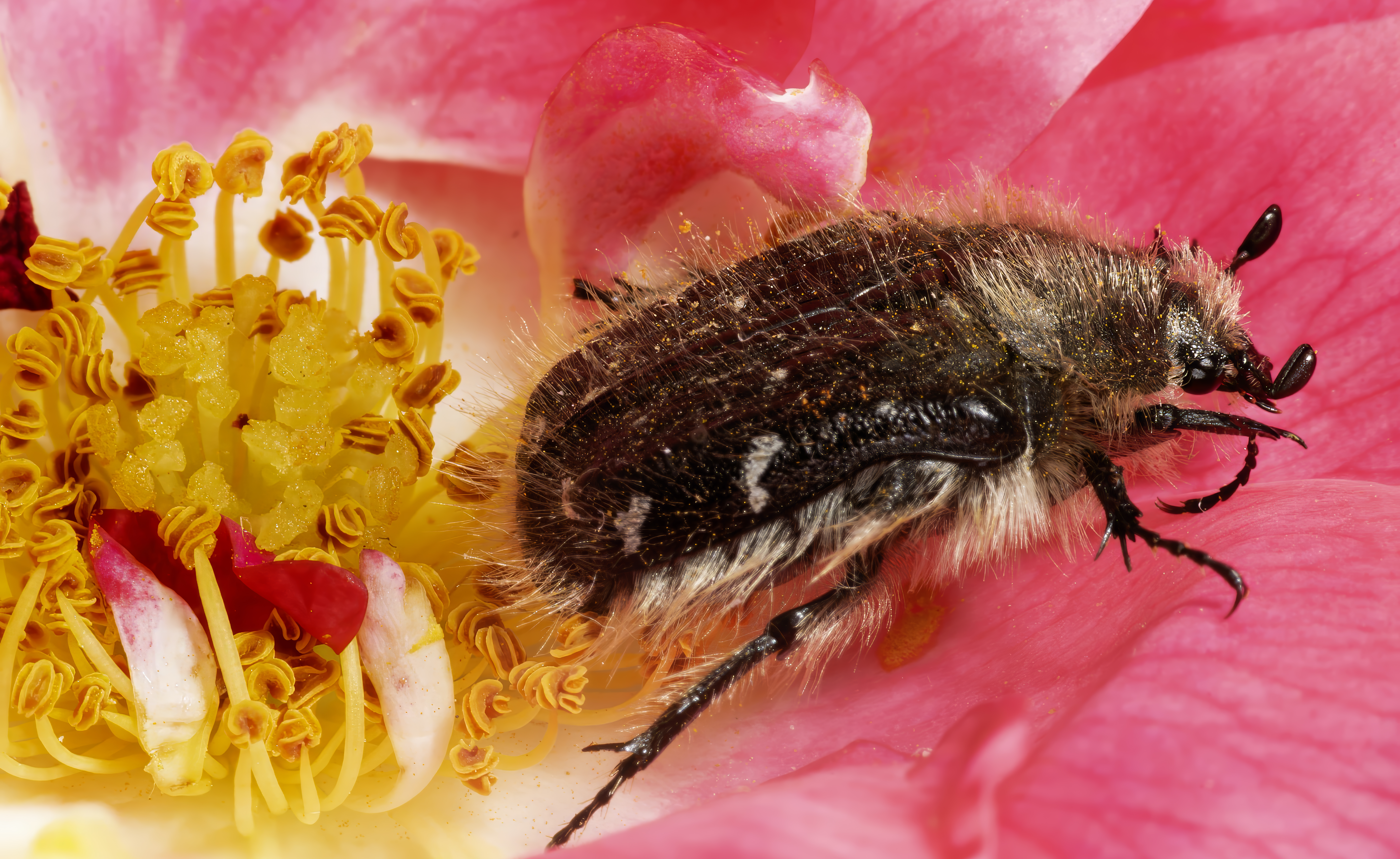

Gli adulti compaiono verso fine primavera/inizio estate e sono di abitudini diurne. Come gran parte dei cetoniinae si nutrono del nettare dei fiori su cui avvengono anche gli accoppiamenti. Le larve, invece, si sviluppano nel terreno, nutrendosi dell'humus e dei detriti vegetali accumulati al suo interno.

## Distribuzione
T. squalida è diffusa in Europa meridionale, nord Africa e vicino oriente.